# Comune di Langeland
Il comune di Langeland è un comune della Danimarca situato nella regione della Danimarca Meridionale (Syddanmark).
Capoluogo e sede amministrativa è la cittadina di Rudkøbing.
Il comune comprende l'isola omonima, le isole abitate di Strynø, Siø, Langø e Lindø e le isole disabitate di Lille Græsholm, Bredholm, Grensholm, Strynø Kalv, Vogterholm, Bondeholm, Store Holm, Bukø, Kværnen, Eskilsø, Kuholm e Asholm.
Il comune è stato costituito in seguito alla riforma amministrativa del 1º gennaio 2007 accorpando i precedenti comuni di Tranekær, Rudkøbing e Sydlangeland. 

Di fatto Langeland è un'isola del Mar Baltico lunga 52 chilometri e larga 11 che è raggiungibile attraverso il ponte stradale e ferroviario del Grande Belt che unisce le isole Siø e Tåsinge e che collega anche la vicina isola Fionia. Langeland conta circa 13 000 abitanti su una superficie di 283,84 chilometri quadrati 

Fu feudo della nobile famiglia Ahlefeldt.